# Iliá de Nóvgorod
Iliá (en ruso: Илья, también conocido como Ioánn desde su entrada en el grado de velíkaya sjima y también el nombre por el que es conocido en la hagiografía ortodoxa rusa), fue Arzobispo de Nóvgorod desde 1165 a 1186.

## Vida
Hijo de un sacerdote, Iliá fue sacerdote de la Iglesia de San Blas al sur del Kremlin de Nóvgorod. La iglesia fue reconstruida en 1407, siendo destruida durante la Segunda Guerra Mundial, aunque ha sido reconstruida posteriormente por lo que aún se mantiene en pie. Se cree que Iliá era el primer nombre que adoptó como monje, mientras que su nombre de bautizo no se conoce.

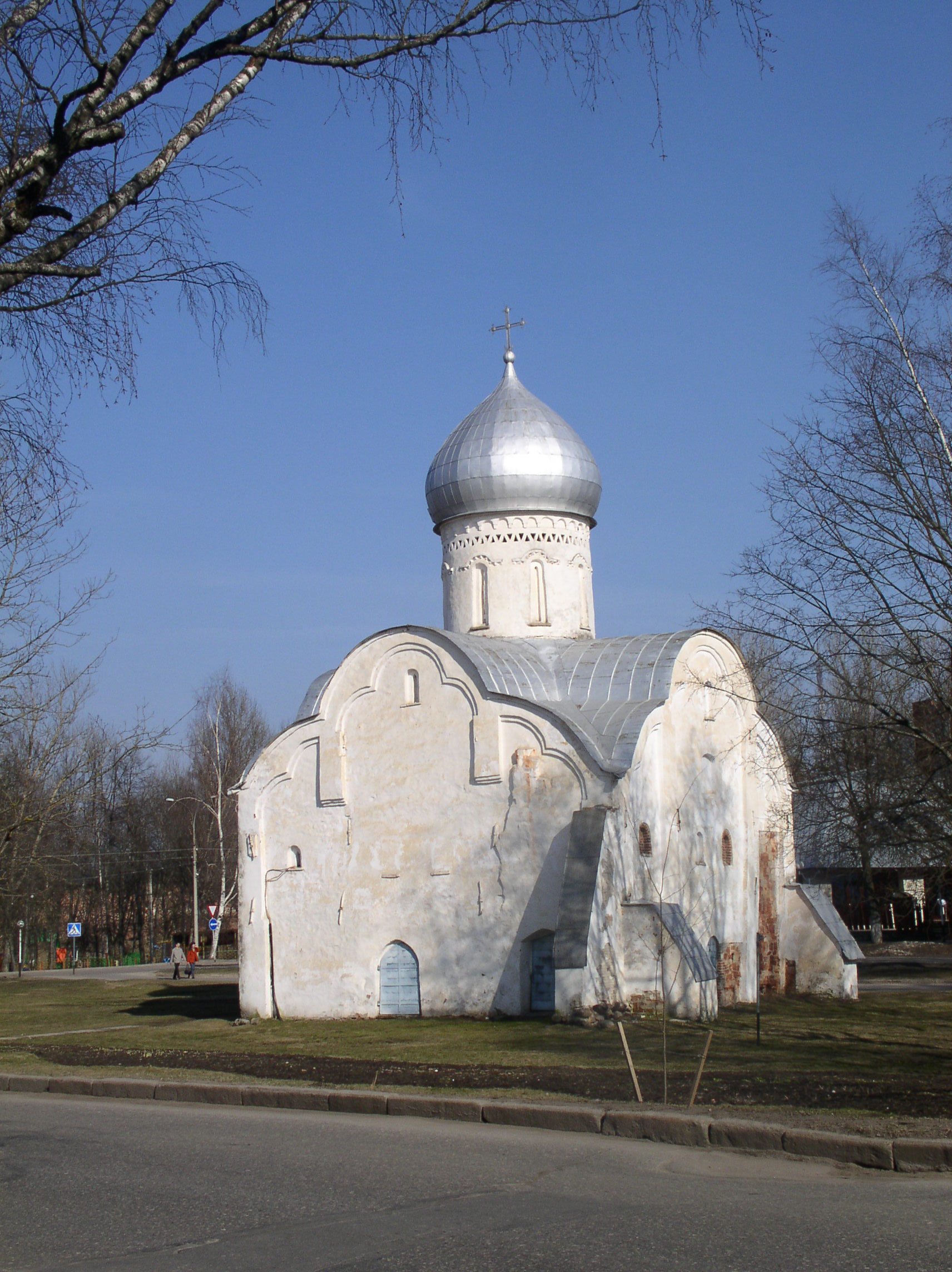
La Iglesia de San Blas, en Nóvgorod. El edificio actual es una reconstrucción en el lugar de la iglesia parroquial de Iliá.

Iliá fue nombrado obispo de Nóvgorod por el Metropolitano de Kiev con el nombre de Ioánn (el cuarto de ese nombre) en 1165.  Fue el primero que ostentó el cargo de arzobispo en Nóvgorod después de que el cargo de obispo fuese convertido en un arzobispado. Nifonte (1130-1156), un arzobispo anterior, poseía ese título honoríficamente a nivel personal.
Iliá llevó a cabo diversos proyectos de construcción en Nóvgorod juntamente con su hermano Gavril (también conocido como Grigori), quien lo sucedería como obispo de 1186 a 1193.
Iliá murió el 7 de septiembre de 1186 y está enterrado en la Catedral de Santa Sofía de Nóvgorod en la galería oeste, cerca de la capilla Predtéchenskaya. Fue originalmente enterrado bajo el suelo en el Pórtico Martírievski (donde su hermano está enterrado todavía), pero sus reliquias fueron trasladadas posteriormente.
Sus reliquias fueron profanadas durante las campañas antirreligiosas soviéticas el 3 de abril de 1919.  Ahora están en un nuevo sarcófago con una efigie (de la década de 1990) que las cubre.
Iliá fue canonizado en el Concilio de Moscú de 1547. Su festividad es el 7 de septiembre juliano y el 20 de septiembre gregoriano.

## Iliá en la literatura y el arte
Iliá aparece en varios cuentos medievales (algunos de ellos creados siglos después su muerte) como el arzobispo fundamental de Nóvgorod (en ellos casi siempre es nombrado como Ioánn). El cuento más famoso lo describe derrotando a un demonio y forzándolo a transformarse en un caballo y llevarlo a Jerusalén y volver en una sola noche. En Jerusalén, tomó las medidas del Santo Sepulcro. Este cuento fue desarrollado para explicar cómo se había establecido en la Catedral una capilla con las medidas exactas del Santo Sepulcro. La celda en el monasterio que ocupó Iliá se conserva en el palacio arzobispal, habiendo sido transformada en iglesia unos años después de su muerte. La palangana de cobre en la que se dice que capturó al demonio era mostrada a los visitantes al menos hasta principios del siglo XX.
Iliá es representado en los dos iconos de los siglos XV y XVI de la Batalla entre los novgorodenses y los suzdalianos guardados en el Museo de Nóvgorod y en el Museo Ruso de San Petersburgo. Se lo muestra trasladando el icono de Nuestra Señora del Signo desde la Iglesia de la Transfiguración de la calle Ilyiná (Church of the Transfiguration on Ilyina Street) a la Catedral de Santa Sofía de Nóvgorod durante el asedio de Súzdal a la ciudad en 1169. El Theotokos se dice que salvó a la ciudad en esa ocasión. Del mismo modo es remarcado su rol prominentemente en la historia que habla acerca del acontecimiento y los relatos de las crónicas sobre el asedio.
Iliá es representado asimismo en un fresco del siglo XIX en la pared de la capilla Predtéchenskaya de la Catedral de Santa Sofía.